# Architektonický plán

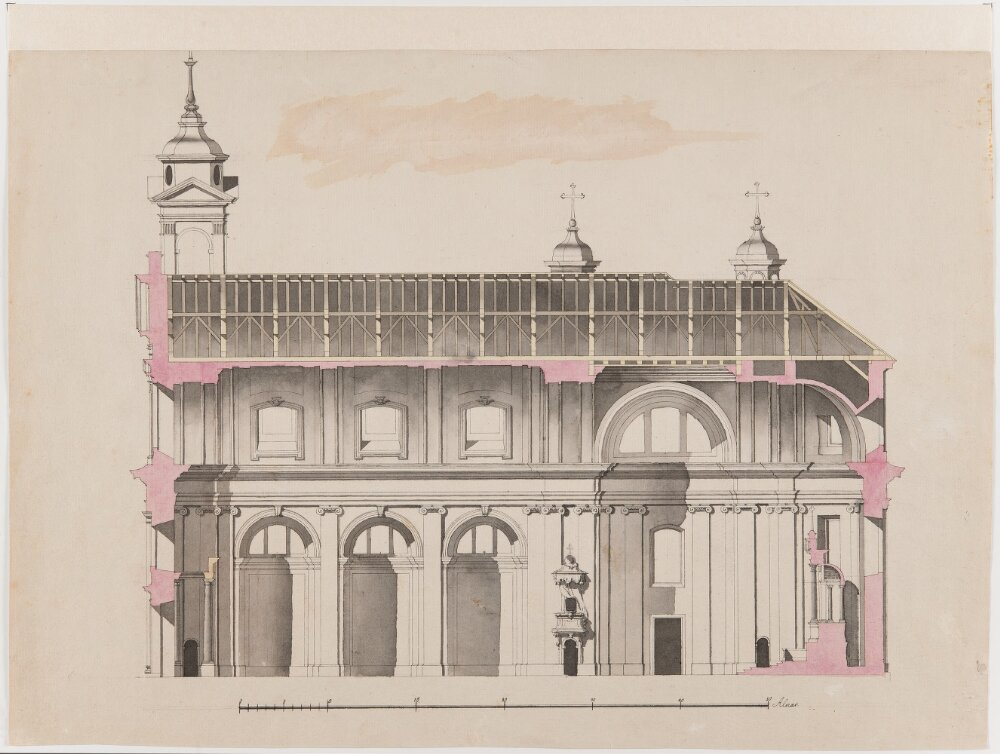
Jean Eric Rehn. Návrh městského kostela v Karlskroně. Podélný řez. Národní muzeum ve Stockholmu

Architektonický plán nebo plány jsou souborem výkresů pro stavbu budovy (zpravidla obsahují půdorysy, řezy a pohledy, někdy též perspektivní kresbu). Synonymem mohou být architektonické výkresy či architektonické kresby.